# ألكسندر كوبرين
ألكسندر كوبرين ( 7 سبتمبر 1870 - 25 أغسطس 1938) هو كاتب روسي حصل على جائزة بوشكين.